# Конституційна криза у Росії 1993
Політична криза в Росії 1992—1993 років — протистояння між двома політичними силами: з одного боку — Президент Росії Б. М. Єльцин, Рада міністрів РРФСР на чолі з головою Віктором Черномирдіним, мер Москви Юрій Лужков і ряд регіональних керівників, частина депутатів Парламенту — прихильники Єльцина, з другого боку — керівництво і велика частина депутатів Парламенту та З'їзду народних депутатів на чолі з Р. І. Хасбулатовим, а також віце-президент Росії О. В. Руцькой і деякі інші представники законодавчої влади. Кульмінацією конституційної кризи стало збройне кровопролитне зіткнення 3–4 жовтня 1993 року в центрі Москви і біля телецентру «Останкіно» та подальший штурм військами, вірними президенту Єльцину, Будинку Рад Росії, що, в сукупності, призвело до великої кількості жертв, в тому числі й серед представників цивільного населення.

## Хронологія політичної кризи
Початком політичної кризи можна вважати грудень 1992 року, коли на VII З'їзді народних депутатів прихований конфлікт гілок влади перейшов у відкриту фазу, а закінченням — грудень 1993 року, коли була прийнята і набула чинності нова Конституція РФ.

### Відставка Уряду Гайдара, виступ Єльцина та призначення Черномирдіна
- 1 грудня 1992 року в Москві відкрився сьомий З'їзд народних депутатів, протягом всієї його роботи депутати і керівництво Верховної Ради критикували Уряд Є. Т. Гайдара
- 9 грудня 1992 року З'їзд народних депутатів не затвердив представлену Б. М. Єльциним кандидатуру Є. Т. Гайдара на пост Голови Ради Міністрів
- 10 грудня 1992 року Президент Б. М. Єльцин виступив на з'їзді, піддав різкій критиці роботу з'їзду, запропонував до обговорення ідею всеросійського референдуму і спробував зірвати його засідання, повівши із засідання своїх прихильників з числа депутатів
- 11 грудня 1992 року з ініціативи Голови Конституційного Суду В. Д. Зорькіна пройшли переговори Президента Б. М. Єльцина та Голови Верховної Ради Р. І. Хасбулатова
- 12 грудня 1992 року З'їзд народних депутатів прийняв постанову про стабілізацію конституційного ладу, в якому намітив на 11 квітня 1993 року референдум щодо основних положень Конституції
- 14 грудня 1992 року за підсумками багатоступеневого голосування Головою Ради Міністрів — Уряду призначено В. С. Черномирдіна

### Спроба імпічменту, квітневий референдум і Конституційна Нарада
- 12 березня 1993 — З'їзд народних депутатів скасував постанову «про стабілізацію конституційного ладу»
- 20 березня 1993 року Президент Б. М. Єльцин виступив з телевізійним зверненням до народу, в якому оголосив про припинення дії Конституції і запровадження «особливого порядку управління»[1], однак, як з'ясувалося лише через кілька днів, реально підписаний був зовсім інший указ
- 23 березня 1993 року Конституційний суд Російської Федерації, ще не маючи підписаного указу Президента, визнав його дії, пов'язані з телезверненням, неконституційними, і угледів наявність підстав для його відмови від посади «або приведення в дію інших спеціальних механізмів його відповідальності в порядку статті 12110 або 1216 Конституції РФ»[2]
- 26 березня 1993 року в Москві зібрався дев'ятий надзвичайний з'їзд народних депутатів
- 28 березня 1993 року З'їзд народних депутатів відхилив проєкт постанови про призначення дострокових виборів Президента і народних депутатів і провів голосування з питання про відмову Б. М. Єльцина від посади Президента (одночасно проводилося голосування з питання про звільнення з посади голови ВС Р. І. Хасбулатова). Спроба імпічменту провалилася, оскільки до цього моменту з'явився справжній текст указу, не містить грубих порушень Конституції. За імпічмент проголосувало 617 депутатів при необхідних 689 (тобто, 2 / 3 з 1033 зареєстрованих депутатів), проти — 268.
- 29 березня 1993 року після провалу спроби імпічменту Єльцину З'їзд народних депутатів призначив на 25 квітня всеросійський референдум
- 21 квітня 1993 року Конституційний суд прийняв постанову з питання про порядок підрахунку голосів на референдумі
- 25 квітня 1993 року відбувся Всеросійський референдум, який запам'ятався багатьом людям за рекламним слоганом «так-так-ні-так». Він включав 4 питання:

1. Чи довіряєте Ви Президенту Російської Федерації Б. М. Єльцину? (58,7 % за)
2. Чи схвалюєте Ви соціально-економічну політику, здійснювану Президентом Російської Федерації і Урядом Російської Федерації з 1992? (53,0 % за)
3. Чи вважаєте Ви за необхідне проведення дострокових виборів Президента Російської Федерації? (49,5 % за)
4. Чи вважаєте Ви за необхідне проведення дострокових виборів народних депутатів Російської Федерації? (67,2 % за)

У референдумі взяли участь 64,05 % виборців. 5 травня 1993 року Центральна комісія всеросійського референдуму встановила його правомірність на підставі протоколів окружних комісій і відповідно до ст. 35 Закону «Про референдум РРФСР» всеросійський референдум 25 квітня 1993 року визнаний таким, що відбувся. Офіційні його підсумки були такі: З першого і другого питань рішення прийняті, бо за них проголосувало більше половини громадян, які взяли участь у референдумі. Щодо третього і четвертого питань рішення не прийняті, тому що за них проголосувало менше половини громадян, які мають право брати участь у референдумі (згідно з чинним законодавством, для прийняття рішення з двох останніх питань, необхідно було набрати більшість голосів від загального числа виборців).
Слід зазначити, що результати референдуму були вельми суперечливими. Наприклад, в списки для голосування було внесено 107 310 174 учасника, а бюлетенів для голосування видано майже вдвічі менше — 69 222 858. Конкретні результати квітневого референдуму 1993 року також не зовсім зрозумілі: голоси, віддані Б. М. Єльциним, не додали виконавчої влади повноважень або ясності цілей у проведенні економічної програми. Однак, суперечливі результати референдуму були витлумачені Єльциним і його оточенням у свою користь. Втім, незважаючи на юридичну невизначеність третього і четвертого питань, перемога Єльцинської команди у боротьбі за розуми громадян прямо випливала з результатів голосування.
- 30 квітня 1993 року в «Известиях» опубліковано президентський проєкт нової Конституції Російської Федерації (істотно відрізнявся від реально прийнятої в грудні версії)
- 1 травня 1993 року в Москві відбулася демонстрація супротивників Президента, розігнана ОМОНом. Були жертви, в тому числі один ОМОНівець (Володимир Толокнєєв)
- 20 травня 1993 року Президент оголошує про скликання Конституційної Наради в Москві
- 5 червня 1993 року Конституційна Нарада розпочала роботу
- 1 вересня 1993 року Президент указом № 1328 тимчасово відсторонив від виконання обов'язків віце-президента О. В. Руцького, який останнім часом неодноразово виступав з жорсткою критикою Президента та Уряду, «в зв'язку з розслідуванням, а також у зв'язку з відсутністю доручень віце-президента». Діяла Конституція і законодавство норми про можливість відсторонення віце-президента президентом не містили. Звинувачення у корупції пізніше не підтвердилися (підпис Руцького на компрометуючих його документах виявився підробленим).
- 3 вересня ВС ухвалив рішення направити до Конституційного Суду клопотання з проханням перевірити відповідність Основному Закону положень указу президента від 1 вересня в частині, що стосується тимчасового відсторонення від виконання обов'язків віце-президента А. Руцького. На думку парламентаріїв, видавши цей указ, Борис Єльцин вторгся в сферу повноважень судових органів державної влади. До вирішення справи в Конституційному Суді дію указу припиняється.

### Розгін Верховної Ради
- 21 вересня 1993 року Президент підписав указ № 1400 «Про поетапну конституційну реформу в Російській Федерації», який наказував Верховній Раді Російської Федерації і З'їзду народних депутатів припинити свою діяльність, вводилася в дію тимчасова система органів влади, на 11–12 грудня призначено вибори до Державної Думи

«Стаття 1216 Конституції (Основного закону) Російської Федерації — Росії 1978 року (у редакції від 10 грудня 1992) і ст. 6 закону «Про Президента РРФСР»: Повноваження Президента Російської Федерації (РРФСР) не можуть бути використані для зміни національно-державного устрою Російської Федерації (РРФСР), розпуску або призупинення діяльності будь-яких законно обраних органів державної влади, в іншому випадку вони припиняються негайно.»
- 21–22 вересня 1993 року Конституційний Суд Російської Федерації виносить висновок про неконституційність дій Президента, Верховна Рада приймає рішення про припинення повноважень Президента Єльцина і перехід їх, згідно з Конституцією, до віце-президента А. В. Руцькой, оголошує скликання X (Надзвичайного) З'їзду народних депутатів. До Білому дому стягуються прихильники Верховної Ради та З'їзду.
- 23 вересня 1993 — Президент Б. М. Єльцин оголошує про дострокові вибори Президента в червні 1994 (пізніше це рішення було скасовано). Стався напад прихильників Хасбулатова і Руцького на штаб об'єднаних збройних сил СНД, двоє загиблих. ЗМІ і прихильники президента звинувачують в події депутатів Верховної Ради. Відкривається X (Надзвичайний) З'їзд народних депутатів, який, за наявності необхідного кворуму, стверджує постанови ВС про припинення президентських повноважень Єльцина і перехід їх до віце-президента Руцькой, а дії Єльцина кваліфікує як спробу «державного перевороту».
- 30 вересня 1993 року Президент формує Центральну виборчу комісію з виборів до Державної Думи і призначає її головою М. Т. Рябова.
- 3–4 жовтня 1993 року після захоплення прихильниками Верховної Ради будівлі мерії Москви на Новому Арбаті, спроби збройного захоплення ними телецентру в Останкіно, Президент запроваджує надзвичайний стан у Москві, Білий Дім штурмують із застосуванням бронетехніки, що, в сукупності з неузгодженістю дій військ, призводить до численних (офіційно близько 150) жертвам, у тому числі серед випадкових осіб. Хасбулатова, Руцького і ряд інших лідерів антиєльцинських сил затримали і помістили в СІЗО «Лефортово».

### Поетапна конституційна реформа
- 5 жовтня 1993 року розпущена Мосрада та райради (кілька депутатів арештовані), знятий з посади генпрор В. Степанков, на його місце призначено в порушенні конституції О. Казаннік, зняті з посад глави адміністрацій, що висловлювалися проти указу № 1400: Віктор Берестовий (Білгородська область), Юрій Лодкін (Брянська область, знятий ще 25 вересня), Віталій Муха (Новосибірська область), Петро Сумін (Челябінська область), Олександр Сурат (Амурська область).
- 7 жовтня 1993 року Президент приймає указ «Про правове регулювання в період поетапної конституційної реформи», яким фактично бере на себе повноваження законодавця. Голова Конституційного суду В. Зорькін під загрозою кримінального переслідування за обвинуваченням «в правовому забезпеченні конституційного перевороту» йде у відставку (зберігши повноваження судді). Судді були змушені скласти з себе повноваження з розгляду нормативних актів представників влади та міжнародних договорів. (У нову Конституцію було включене положення про повну заміну суддів КС, однак, в останній момент, за деякими даними помилково, це положення з опублікованого проекту випало)
- 9 жовтня 1993 року Президент припиняє повноваження Рад усіх рівнів.
- 11 жовтня 1993 року Президент відмовляється від ідеї формування Ради Федерації і призначає вибори до Ради Федерації
- 15 жовтня 1993 року Президент призначає всенародне голосування за Конституцією на 12 грудня
- 22 жовтня 1993 року Президент приймає указ про основні засади організації державної влади в регіонах
- 26 жовтня 1993 року Президент приймає указ про реформу місцевого самоврядування
- 10 листопада 1993 року в Російських Вестях опублікований проєкт Конституції, що виноситься на всенародне голосування
- 12 грудня 1993 року відбулося всенародне голосування щодо Конституції Росії, в ході якого за Конституцію проголосували 58 відсотків учасників референдуму, а також вибори до Ради Федерації і Державної думи першого скликання
- 24 грудня 1993 року Президент підписав низку указів, спрямованих на приведення законів Російської Федерації у відповідність з новою Конституцією
- 25 грудня 1993 року Нова Конституція Російської Федерації опублікована в «Российской газете» і набрала чинності на всій території Росії
- 11 січня 1994 року в Москві почали роботу Рада Федерації і Державна дума, обрані 12 грудня 1993 року
- 23 лютого 1994 року Державна дума прийняла постанову про амністію учасників жовтневих подій 1993 року (хоча суд так і не відбувся). Учасники подій погодилися на амністію, хоча і не визнали себе винними. Всі слідчі дії щодо подій вересня — жовтня були припинені.